# Manchester Trophy 2009
Il Manchester Trophy 2009 è un torneo professionistico di tennis maschile giocato sulla terra rossa, che faceva parte dell'ATP Challenger Tour 2009. Si è giocato a Manchester in Gran Bretagna dal 13 al 19 luglio 2009.

## Partecipanti

### Teste di serie
| Nazionalità | Giocatore           | Ranking* | Testa di serie |
| ----------- | ------------------- | -------- | -------------- |
| Ucraina     | Serhij Stachovs'kyj | 87       | 1              |
| Belgio      | Olivier Rochus      | 120      | 2              |
| Slovacchia  | Karol Beck          | 125      | 3              |
| Francia     | Nicolas Mahut       | 146      | 4              |
| India       | Prakash Amritraj    | 159      | 5              |
| Turchia     | Marsel İlhan        | 184      | 6              |
| Slovacchia  | Lukáš Lacko         | 185      | 7              |
| Australia   | Brydan Klein        | 186      | 8              |

- Ranking al 6 luglio 2009.

### Altri partecipanti
Giocatori che hanno ricevuto una wild card:
- Daniel Cox
- Colin Fleming
- Ashley Hewitt
- Daniel Smethurst

Giocatori passati dalle qualificazioni:
- Andrew Anderson
- Olivier Charroin
- Jonathan Marray
- Igor Sijsling

## Campioni

### Singolare
Olivier Rochus ha battuto in finale  Igor Sijsling con il punteggio di 6–3, 4–6, 6–2

### Doppio
Joshua Goodall /  Jonathan Marray hanno battuto in finale  Colin Fleming /  Ken Skupski con il punteggio di 6(1)–7, 6–3, [11–9]